# Semej

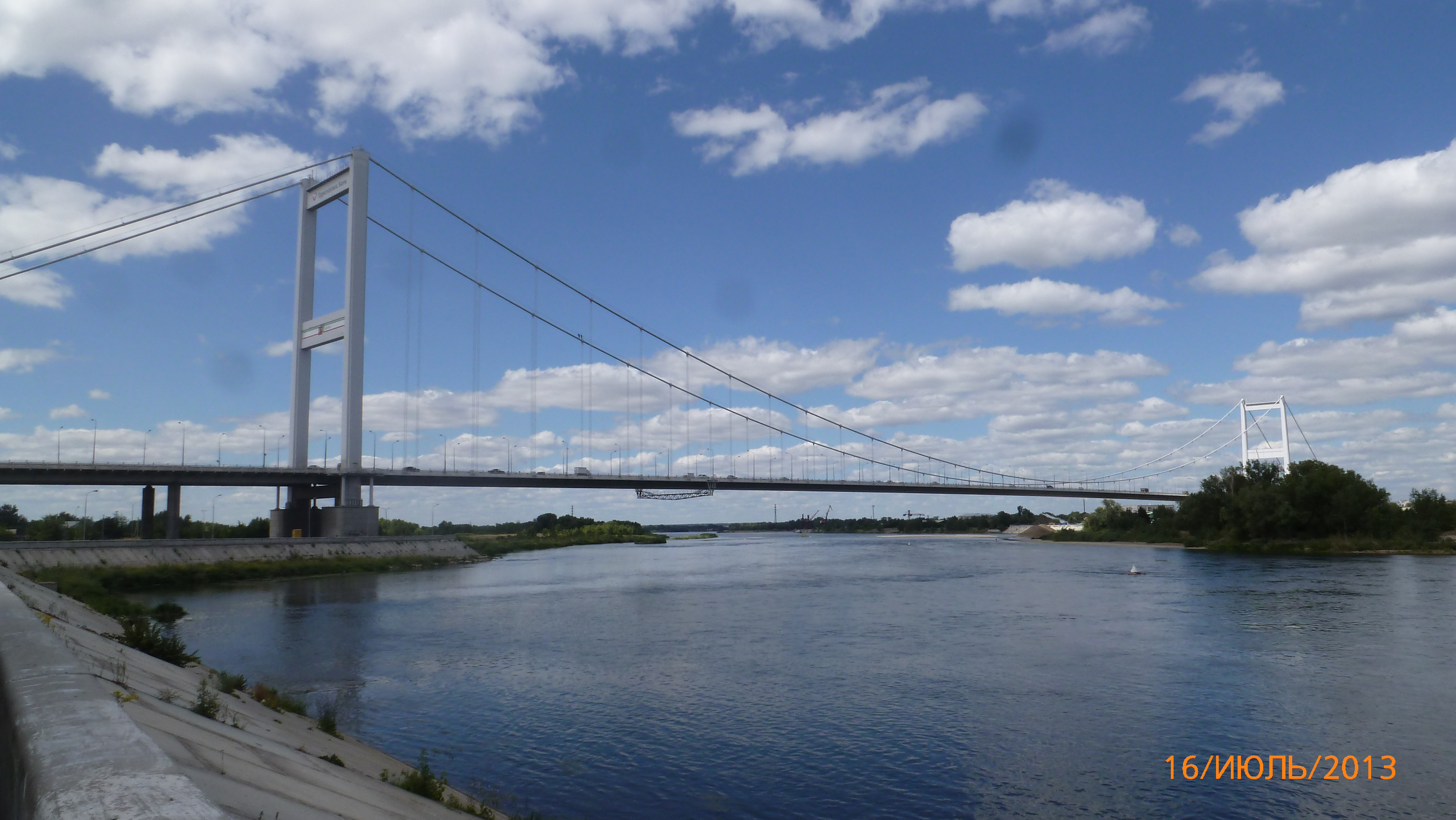
Bro över floden Irtysj i Semej.

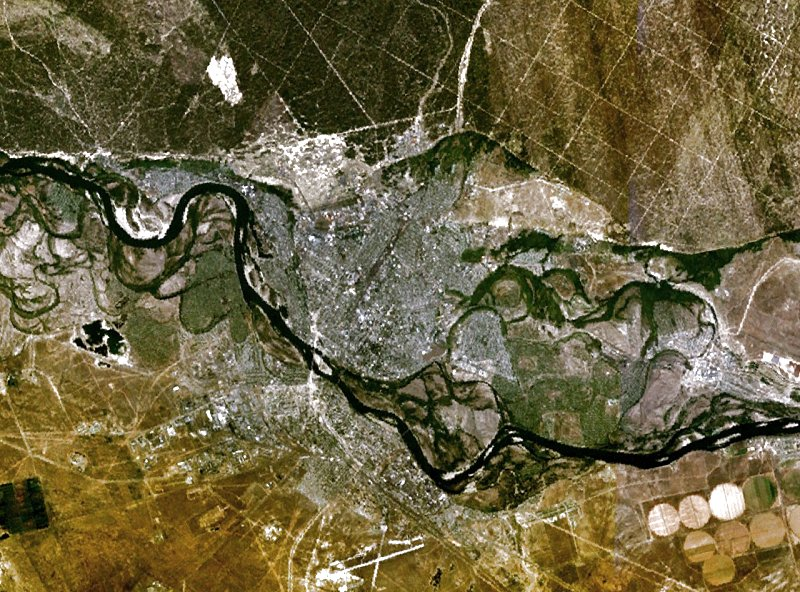
Satellitfotografi av Semej.

Semej (kazakiska: Семей), fram till 2007: Semipalatinsk (ryska: Семипалатинск) är en stad i nordöstra Kazakstan, provinsen Östkazakstan, med cirka 321 800 invånare (2017). Staden ligger vid floden Irtysj och har ett fördelaktigt transportläge.
Det är en av landets största industristäder och var under en längre period centrum för de sovjetiska kärnvapenproven. Under tsarperioden var Semej en omlastningsplats för transithandel samt förvisningsort.
Staden grundades av ryska trupper 1718 som ett gränsfort mot de mongoliska stammarna, men flyttades 1778 omkring en mil uppströms till en plats som låg högre och var mindre utsatt för översvämningar från floden; här växte en stad upp. 1854 blev orten huvudstad för provinsen (oblast) med samma namn. Den tillhörde Ryssland fram till kort efter oktoberrevolutionen 1917, var under tiden december 1917 - augusti 1920 huvudstad i en utbrytarrepublik, "Autonoma Alash" som erkändes av mycket få andra länder, och intogs sommaren 1920 av Röda armén. Därmed hade den blivit del av vad som 1922 formellt konstituerades som Sovjetunionen. Staden återfick snabbt sin ställning som provinshuvudstad och förblev sovjetisk fram till denna stats upplösning 1991, då den följde med det oberoende Kazakstan.

## Provsprängningsområde för kärnvapen
På stäppen väster om staden, närmare den länge hemliga staden Kurchatov, cirka 100 kilometer åt väst, fanns ett mycket stort provsprängningsområde för kärnvapen (486 sprängningar från 1946 till 1989). Fram till 1961 handlade det om provsprängningar ovan jord, vilket inneburit att staden drabbats av flera 'omgångar' av radioaktiva moln. Trots detta är den radioaktiva nedsmutsningen av marken i staden relativt begränsad. Mellan 500 000 och 1 miljon människor i regionen har utsatts för radioaktivitet med uppskattningsvis 10–15 procent ökad förekomst av skador som missbildningar, cancer, fosterskador med mera.